# Victor Besaucèle
Victor Besaucèle (1847-1924), ornithologue et taxidermiste toulousain a assemblé une des plus importantes collections d’oiseaux naturalisés en Europe, conservée au Muséum d'Histoire Naturelle de Toulouse.

## Biographie
Né à Toulouse le 23 mars 1847, Henri Philippe Victor Besaucèle est le fils d’Henri Besaucèle, avocat toulousain et républicain modéré qui fut secrétaire général de la préfecture de Haute-Garonne. 
Après ses études secondaires à Toulouse, Victor poursuivit ses études de médecine à Paris où il se familiarisa avec la taxidermie en montant des oiseaux au sein de la maison Verreaux, plaque tournante des collections naturalistes mondiales au XIXe siècle. Une fois diplômé, il s’installa à Toulouse et, pendant deux ans (1867-1868), fut préparateur bénévole au Muséum d’Histoire naturelle de Toulouse.
Pendant la guerre de 1870-71, il est médecin-major et externe à l’hôtel-Dieu de Toulouse. En 1884 il devient conseiller municipal et adjoint au maire de Toulouse sous l’administration Sirven. Il le restera 4 ans, jouant un rôle dans les grands travaux, la construction des facultés et la question des eaux. Le jardin des plantes, tel qu’il était en 1929, est tout particulièrement son œuvre : remaniement de l’ancien enclos, transformation en jardin anglais, traçage des allées, creusage des pièces d’eau et transplantation des arbres de grande taille grâce à des appareils de sa fabrication . Directeur des jardins de la Ville, il introduisit au sein de ceux-ci l’art de la mosaïculture, qui permet de créer un motif, un blason ou une scène en utilisant des végétaux spécifiques. C’est lui également qui proposa le déplacement de l’ancienne porte du Capitole pour l’installer au jardin des plantes. 
En parallèle, Victor Besaucèle joua un rôle actif dans la presse toulousaine : journaliste au Progrès libéral pendant 15 ans,  propriétaire du Petit Républicain en 1885 qui deviendra Sud-Ouest puis le Télégramme dont il restera administrateur après avoir cédé ses parts en 1893. 
En 1907, il se retire dans sa propriété de « Creuse » à Portet-sur-Garonne où il se consacrera à l’ornithologie, développant sa collection d’oiseaux naturalisés jusqu’à en faire la plus importante d’Europe. Il fut tour à tour taxidermiste, menuisier, peintre et vitrier, maniant le scalpel, le rabot, et le pinceau. Il tenait à jour un gros registre, véritable état-civil des sujets qu’il classait dans ses vitrines. Malgré son isolement volontaire, Victor Besaucèle entretenait des relations scientifiques avec une élite de collectionneurs et d’ornithologues. Il collectionnait également les agavacées, plantes des régions tropicales et arides.

Il meurt le 17 mars 1924, après avoir légué en 1923 sa collection au Muséum d’Histoire naturelle de Toulouse. 

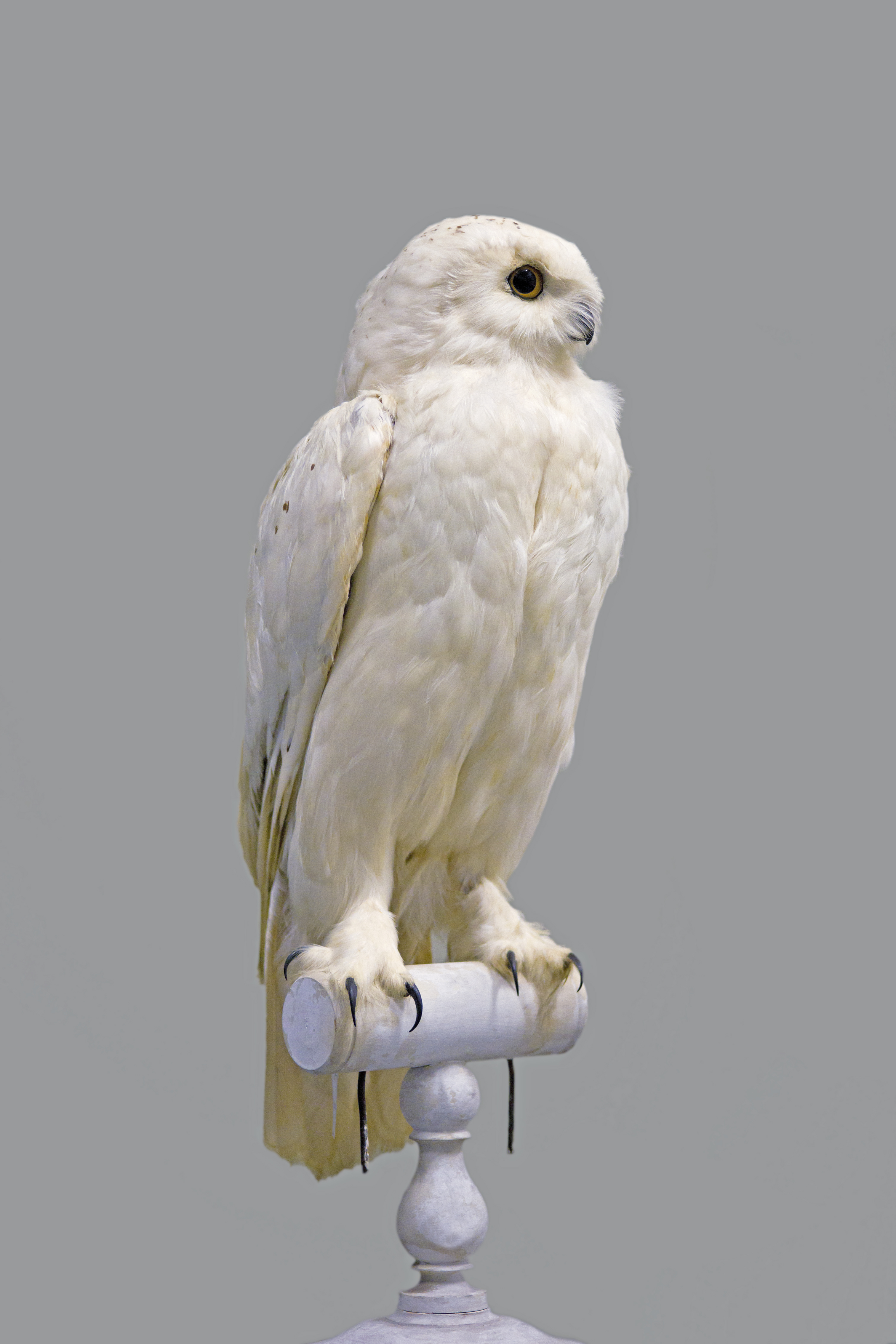
Harfang des neiges, collection Besaucèle MHNT

## La collection Besaucèle
La collection qu’a accumulée Victor Besaucèle est l’une des plus importantes d’Europe avec 4 500 spécimens. Dans un premier temps, il se constitua un rudiment de collection des oiseaux du pays. Cette collection locale se transforma rapidement en un groupe régional, déjà important par le nombre et par la qualité. De là, il résolut de constituer une collection ornithologique qui réunirait les spécimens de toutes les espèces paléarctiques, travail qui dura 30 ans. 
La collection est riche en rapaces : gypaète barbu provenant des Pyrénées, chouettes de l'Oural et de Tengmalm, hiboux grands ducs de Russie. Elle comprend aussi cigognes blanches, ibis sacré, spatule blanche, bécasseaux cocorlis et tant d'autres.
Peu avant sa mort, il légua sa collection au muséum et à cette occasion fut nommé assistant au musée et conservateur de sa collection. Il dessina lui-même les plans de la galerie destinée à l’accueillir : la galerie Besaucèle fut inaugurée le 21 mai 1927.